# Bactrocera luteola
Bactrocera luteola
 es una especie de insecto  díptero que Malloch describió por primera vez en 1931. Bactrocera luteola pertenece al género Bactrocera de la familia Tephritidae.  